# Grotte di Paisley
Il complesso delle Grotte di Paisley è un sistema di quattro grotte in una regione arida e desolata dell'Oregon centro-meridionale, negli Stati Uniti d'America, a nord dell'odierna città di Paisley. 

## Descrizione
Le grotte sono ubicate nel bacino del Lago Summer a 1.380 m di altezza e si affacciano ad ovest in una catena di basalti dell'era miocenica e pliocenica mescolati a teneri tufi e brecce di tipo vulcanico, nei quali le onde dell'era pliocenica provenienti dal Lago Summer hanno scavato le grotte. Una di queste potrebbe contenere le prove archeologiche della più antica presenza umana in America settentrionale di cui si abbia datazione certa. Il sito fu studiato per la prima volta da Luther Cressman negli anni 1930.
Gli scavi e le analisi scientifiche dal 2002 hanno fatto importanti nuove scoperte. Queste comprendono i materiali con le più antiche prove, basate sul DNA, di insediamento umano in America settentrionale. Il DNA, datato con il radiocarbonio a 14.300 anni fa, fu trovato in coproliti umani subfossili, scoperti nelle Paisley Five Mile Point Caves nell'Oregon centro-meridionale. Le grotte furono aggiunte al National Register of Historic Places in 2014.

## Scoperte recenti
Un campo scuola dell'Università dell'Oregon ha esaminato il sito dal 2002 e analizzato i suoi manufatti pre-Clovis. Nell'estate del 2007, hanno identificato il più antico DNA umano mai scoperto nei continenti americani. Questa asserzione si basa sull'analisi di vari campioni di coprolito trovati nel complesso delle Grotte di Paisley. Da allora, altri autori hanno messo in dubbio l'autenticità di questi ritrovamenti discutendo la rilevanza delle prove raccolte dall'antico DNA e dalla stratigrafia da un lato, e dall'assegnazione morfologica dei coproliti agli esseri umani dall'altro.
I fossili sono stati trovati nella Grotta di Five Mile Point allo stesso livello di un piccolo focolare rivestito di roccia, circa 2 m al di sotto della superficie moderna. A quel livello è stato scoperto anche un gran numero di ossa di uccelli acquatici, pesci e grandi mammiferi, inclusi il cammello e il cavallo, poi estinti. La datazione al radiocarbonio pone questi coproliti fra 12.750 e 14.290 anni calendario prima del presente, indicando probabilmente un'occupazione pre-Clovis. L'analisi del DNA fornisce apparenti legami genetici con la Siberia e l'Asia.
Si era pensato che anche l'analisi di altri siti archeologici — nonché il lavoro svolto negli anni 1930 presso le Grotte di Paisley — avrebbe fornito tali prove, ma l'uso di tecniche di scavo discutibili ha offuscato la validità dei risultati. Sapendo questo, la squadra dell'Università dell'Oregon ha lavorato attentamente per evitare gli sbagli del passato. La teoria che i migranti pre-Clovis abbiano raggiunto l'America settentrionale lungo la Costa pacifica suggerisce che i viaggiatori sarebbero passati attraverso le zone interne dell'attuale Oregon. Si è trovato anche il DNA di coyote, volpi e cani (o lupi).
Utensili per la caccia furono in seguito trovati nelle grotte. Furono recuperate speciali punte litiche di Clovis. Nessuna prova di tecnologia di Clovis fu trovata nel sito.
Nel 2002, una squadra di ricercatori dell'Università statale dell'Oregon ha trovato prove di presenza umana sulla costa meridionale dell'Oregon (Indian Sands nel Parco statale Boardman), risalenti a più di 10.000 anni fa — più vecchie di oltre 2.000 anni rispetto ai siti archeologici precedentemente conosciuti sulla costa dell'Oregon. La datazione al carbonio di manufatti (simili a quelli trovati sulle coste dell'Alaska e della Columbia Britannica) ha suggerito un'origine di approssimativamente 12.000 anni fa.